# WWE Speed Women's Championship
Le WWE Speed Women's Championship (que l'on peut traduire par Championnat Speed féminin de la WWE) est un championnat de catch (lutte professionnelle) féminin créé par la World Wrestling Entertainment. Le titre a été annoncé le 9 août 2024, où le premier champion sera déterminé lors d'un tournoi à WWE Speed, créée le 3 avril 2024 et diffusée exclusivement sur la X. Les matchs ont la particularité de durée au maximum 3 minutes à l'exception des matchs pour le titre qui durent 5 minutes. L'actuelle championne est Candice LeRae qui a battu Iyo Sky en finale d'un tournoi pour devenir la première championne.

## Histoire
Le 9 février 2024, la promotion américaine de catch WWE a annoncé un partenariat avec X pour présenter WWE Speed, une série de vidéos hebdomadaires à diffuser sur le réseau sociaux où les catcheurs se produiraient dans des matchs avec un temps de cinq minutes (initialement) mais le mois suivant, le 27 mars, le commentateur de la WWE Corey Graves qui annoncé que WWE Speed serait présenté pour la première fois le 3 avril 2024, mais que les matchs dureraient plutôt trois minutes. Un tournoi à huit a également été annoncé pour couronner le premier WWE Speed Women's Champion qui aurait lieu pendant les épisodes du show. Le 1er mai 2024 Triple H confirmera que le programme pourrait également accueillir des matchs féminin. Un tournoi sera officiellement annoncé le 9 août 2024 afin de déterminer la première championne, le tournoi commencera officiellement le 4 septembre.

### Tournoi Inaugural
|  |                                                                       |                                                                       |                                                                       |               |            |                                                                  |                                                                  |                                                                  |  |  |                                          |                                          |                                          |
|  | Premier tour Speed (Diffusé du 4 septembre 2024 au 25 septembre 2024) | Premier tour Speed (Diffusé du 4 septembre 2024 au 25 septembre 2024) | Premier tour Speed (Diffusé du 4 septembre 2024 au 25 septembre 2024) |               |            | Demi-finales Speed (Diffusé du 2 octobre 2024 au 5 octobre 2024) | Demi-finales Speed (Diffusé du 2 octobre 2024 au 5 octobre 2024) | Demi-finales Speed (Diffusé du 2 octobre 2024 au 5 octobre 2024) |  |  | Finale Speed (Diffusé le 9 octobre 2024) | Finale Speed (Diffusé le 9 octobre 2024) | Finale Speed (Diffusé le 9 octobre 2024) |
|  | Premier tour Speed (Diffusé du 4 septembre 2024 au 25 septembre 2024) | Premier tour Speed (Diffusé du 4 septembre 2024 au 25 septembre 2024) | Premier tour Speed (Diffusé du 4 septembre 2024 au 25 septembre 2024) |               |            | Demi-finales Speed (Diffusé du 2 octobre 2024 au 5 octobre 2024) | Demi-finales Speed (Diffusé du 2 octobre 2024 au 5 octobre 2024) | Demi-finales Speed (Diffusé du 2 octobre 2024 au 5 octobre 2024) |  |  | Finale Speed (Diffusé le 9 octobre 2024) | Finale Speed (Diffusé le 9 octobre 2024) | Finale Speed (Diffusé le 9 octobre 2024) |
|  |                                                                       |                                                                       |                                                                       |               |            |                                                                  |                                                                  |                                                                  |  |  |                                          |                                          |                                          |
|  |                                                                       |                                                                       |                                                                       |               |            |                                                                  |                                                                  |                                                                  |  |  |                                          |                                          |                                          |
|  | Lyra Valkyria                                                         | Lyra Valkyria                                                         | 2:18                                                                  |               |            |                                                                  |                                                                  |                                                                  |  |  |                                          |                                          |                                          |
|  | Lyra Valkyria                                                         | Lyra Valkyria                                                         | 2:18                                                                  |               |            |                                                                  |                                                                  |                                                                  |  |  |                                          |                                          |                                          |
|  | Iyo Sky                                                               | Iyo Sky                                                               | Tombé                                                                 |               |            |                                                                  |                                                                  |                                                                  |  |  |                                          |                                          |                                          |
|  | Iyo Sky                                                               | Iyo Sky                                                               | Tombé                                                                 |               |            |                                                                  |                                                                  |                                                                  |  |  |                                          |                                          |                                          |
|  |                                                                       |                                                                       |                                                                       | Iyo Sky       | Iyo Sky    | Tombé                                                            |                                                                  |                                                                  |  |  |                                          |                                          |                                          |
|  |                                                                       |                                                                       |                                                                       | Iyo Sky       | Iyo Sky    | Tombé                                                            |                                                                  |                                                                  |  |  |                                          |                                          |                                          |
|  |                                                                       |                                                                       | Naomi                                                                 | Naomi         | 2:38       |                                                                  |                                                                  |                                                                  |  |  |                                          |                                          |                                          |
|  |                                                                       |                                                                       |                                                                       | Naomi         | 2:38       |                                                                  |                                                                  |                                                                  |  |  |                                          |                                          |                                          |
|  | Blair Davenport                                                       | Blair Davenport                                                       | 2:36                                                                  |               |            |                                                                  |                                                                  |                                                                  |  |  |                                          |                                          |                                          |
|  | Blair Davenport                                                       | Blair Davenport                                                       | 2:36                                                                  |               |            |                                                                  |                                                                  |                                                                  |  |  |                                          |                                          |                                          |
|  | Naomi                                                                 | Naomi                                                                 | Soum.                                                                 |               |            |                                                                  |                                                                  |                                                                  |  |  |                                          |                                          |                                          |
|  | Naomi                                                                 | Naomi                                                                 | Soum.                                                                 |               |            |                                                                  |                                                                  |                                                                  |  |  |                                          |                                          |                                          |
|  |                                                                       |                                                                       |                                                                       | Iyo Sky       | Iyo Sky    | 3:50                                                             |                                                                  |                                                                  |  |  |                                          |                                          |                                          |
|  |                                                                       |                                                                       |                                                                       |               |            |                                                                  |                                                                  |                                                                  |  |  |                                          |                                          |                                          |
|  |                                                                       |                                                                       | Candice LeRae                                                         | Candice LeRae | Tombé      |                                                                  |                                                                  |                                                                  |  |  |                                          |                                          |                                          |
|  |                                                                       |                                                                       |                                                                       | Candice LeRae | Tombé      |                                                                  |                                                                  |                                                                  |  |  |                                          |                                          |                                          |
|  | Elektra Lopez                                                         | Elektra Lopez                                                         | 2:33                                                                  |               |            |                                                                  |                                                                  |                                                                  |  |  |                                          |                                          |                                          |
|  | Elektra Lopez                                                         | Elektra Lopez                                                         | 2:33                                                                  |               |            |                                                                  |                                                                  |                                                                  |  |  |                                          |                                          |                                          |
|  | Kairi Sane                                                            | Kairi Sane                                                            | Tombé                                                                 |               |            |                                                                  |                                                                  |                                                                  |  |  |                                          |                                          |                                          |
|  | Kairi Sane                                                            | Kairi Sane                                                            | Tombé                                                                 |               |            |                                                                  |                                                                  |                                                                  |  |  |                                          |                                          |                                          |
|  |                                                                       |                                                                       |                                                                       | Kairi Sane    | Kairi Sane | 2:28                                                             |                                                                  |                                                                  |  |  |                                          |                                          |                                          |
|  |                                                                       |                                                                       |                                                                       | Kairi Sane    | Kairi Sane | 2:28                                                             |                                                                  |                                                                  |  |  |                                          |                                          |                                          |
|  |                                                                       |                                                                       | Candice LeRae                                                         | Candice LeRae | Tombé      |                                                                  |                                                                  |                                                                  |  |  |                                          |                                          |                                          |
|  |                                                                       |                                                                       |                                                                       | Candice LeRae | Tombé      |                                                                  |                                                                  |                                                                  |  |  |                                          |                                          |                                          |
|  | Candice LeRae                                                         | Candice LeRae                                                         | Tombé                                                                 |               |            |                                                                  |                                                                  |                                                                  |  |  |                                          |                                          |                                          |
|  | Candice LeRae                                                         | Candice LeRae                                                         | Tombé                                                                 |               |            |                                                                  |                                                                  |                                                                  |  |  |                                          |                                          |                                          |
|  | Piper Niven                                                           | Piper Niven                                                           | 2:37                                                                  |               |            |                                                                  |                                                                  |                                                                  |  |  |                                          |                                          |                                          |
|  | Piper Niven                                                           | Piper Niven                                                           | 2:37                                                                  |               |            |                                                                  |                                                                  |                                                                  |  |  |                                          |                                          |                                          |

## Liste des champions
| # | Champion      | Règne | Date de victoire | Durée (en jours) | Événement | Lieu                  | Notes                                                                                                   | Réf    |
| - | ------------- | ----- | ---------------- | ---------------- | --------- | --------------------- | --- | ------ |
| 1 | Candice LeRae | 1     | 4 octobre 2024   | 189              | Speed     | Nashville (Tennessee) | Deviens la première championne en battant Iyo Sky en finale d'un tournoi. Episode diffusé le 9 octobre. | [ 8 ]  |
| 2 | Sol Ruca      | 1     | 11 avril 2025    | 1+               | Speed     | Seattle (Washington)  | Episode diffusé le 16 avril.                                                                            | [ 12 ] |

## Règnes combinés
| Signe | Notes                           |
| ----- | ------------------------------- |
|       | Travaille actuellement à la WWE |

| Rang | Championne    | Règnes | Jours |
| ---- | ------------- | ------ | ----- |
| 1    | Candice LeRae | 1      | 189   |
| 2    | Sol Ruca      | 1      | 1+    |